# Kepi i Rodonit
Kepi i Rodonit är en udde i Albanien.   Den ligger i prefekturen Qarku i Durrësit, i den nordvästra delen av landet, 40 km nordväst om huvudstaden Tirana.
Terrängen inåt land är platt. Havet är nära Kepi i Rodonit åt nordväst.   .